# Adriana Lima

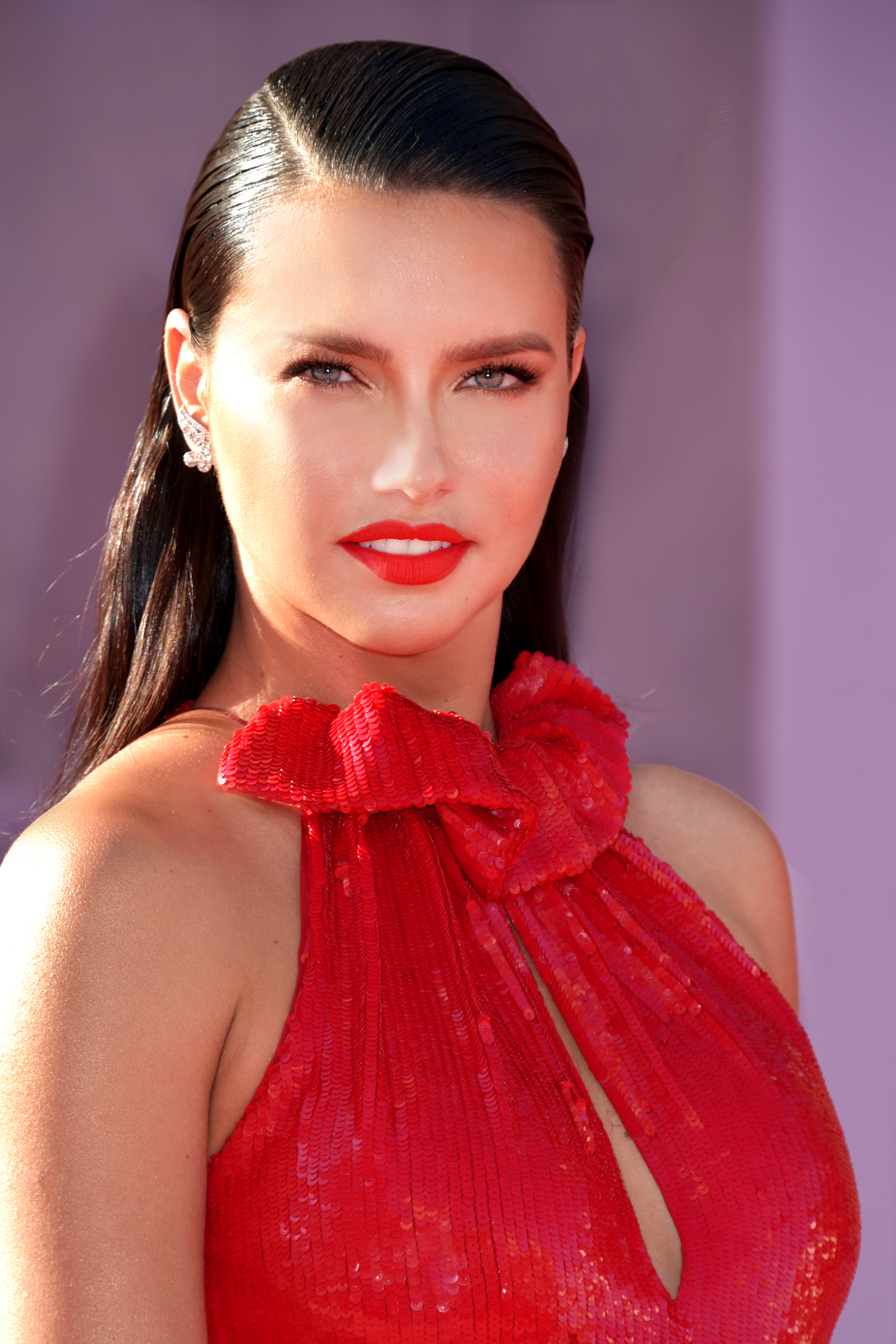
Adriana Lima (2019)

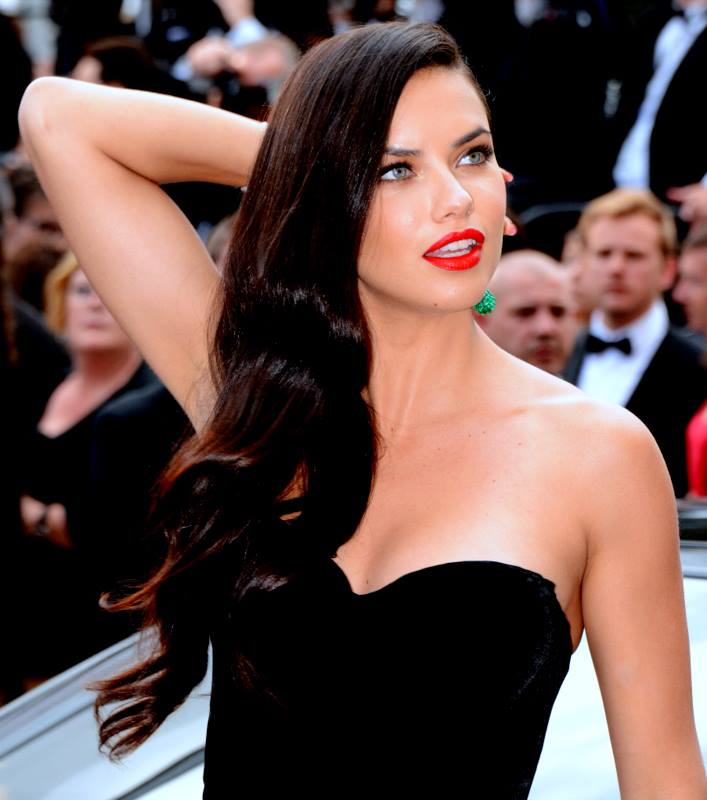
Adriana Lima (2015)

Adriana Lima (* 12. Juni 1981 in Salvador da Bahia) ist ein brasilianisches Model. Sie wurde vor allem durch ihre Arbeit bei Victoria’s Secret bekannt.

## Leben
Adriana Lima da Silva wurde in Salvador da Bahia als einziges Kind von Nelson Torres und Maria da Graça Lima geboren. Ihr Vater verließ die Familie, als sie sechs Monate alt war. Sie hat zwei Halbbrüder.
Adriana Lima heiratete am 14. Februar 2009 den serbischen Basketballspieler Marko Jarić. Im November 2009 brachte sie eine erste Tochter zur Welt, im September 2012 eine zweite. Im Mai 2014 trennten sich Lima und Jarić; ihre Ehe wurde im März 2016 in New York City geschieden. Im Dezember 2024 heiratete sie den US-amerikanischen Unternehmer Andre Lemmers, mit dem sie seit 2021 liiert ist und 2022 einen Sohn bekam. Lemmers brachte eine Tochter und einen Sohn mit in die Ehe.
Sie besitzt neben der brasilianischen auch die serbische Staatsangehörigkeit, die ihr im Jahr 2009 vom serbischen Innenminister Ivica Dačić verliehen wurde.

## Karriere
Entdeckt wurde Adriana Lima, als sie und eine Freundin beim Modelwettbewerb Brazil’s Ford Supermodel mitmachten. Mit 16 Jahren gewann sie den Wettbewerb, der sie für die Teilnahme am größten Modelwettbewerb der Welt, dem Supermodel of the World Contest der Modelagentur Ford Models qualifizierte. Sie trat gegen die 49 Gewinnerinnen der anderen Ford Supermodel Contests an und wurde schließlich nach der Kanadierin Leanne Spencer Zweite.
Bereits 1997 erschien sie in der Dezember-Ausgabe der US-Vogue. Sie wurde zusammen mit dem britischen Model Karen Elson von Steven Meisel für eine Modestrecke fotografiert. Im gleichen Jahr wurde sie von Ellen von Unwerth als das Gesicht von Blumarine für die Herbst/Winter-Kampagne abgelichtet und machte ihr Runway-Debüt auf der Modenschau von Anna Sui bei der New York Fashion Week.
1999, im Alter von 18 Jahren, unterschrieb sie einen Vertrag bei der Modelagentur Elite Model Management und zog nach New York City. Fotos von ihr erschienen darauf in Zeitschriften wie Vogue oder Marie Claire, sie lief für Designer wie Anna Sui, Vera Wang, Christian Lacroix, Giorgio Armani, Fendi, Ralph Lauren und Valentino. 2000 war sie außerdem das Gesicht der Herbst-Kampagne der Jeansmarke GUESS.
Seit 1999 arbeitet sie für die Dessous-Firma Victoria’s Secret sowohl vor der Kamera als auch auf dem Laufsteg. Sie ist einer der fünf Victoria’s-Secrets-Angels, die die Marke offiziell vertreten, wie beispielsweise bei der Verleihung eines Sterns auf dem Hollywood Walk of Fame. Lima trug wie Heidi Klum den jährlichen Fantasy Bra von Victoria’s Secret drei Mal. 2008 trug sie den 5 Millionen Dollar Black Diamond Fantasy Bra; 2010, nach ihrer ersten Schwangerschaft, erhielt sie erneut die Ehre und durfte den 2 Millionen Dollar teuren Bombshell Fantasy Bra präsentieren. 2014 wurde sie wieder ausgewählt, einen von zwei 4 Millionen Dollar teuren Dream Angels Fantasy Bras vorzuführen.
Adriana Lima ist außerdem das Gesicht der Kosmetikfirma Maybelline. 2001 spielte sie an der Seite von Clive Owen, Forest Whitaker und Mickey Rourke in dem Kurzfilm The Follow (Episodenfilm aus der BMW Werbefilmreihe The Hire) mit. 2005, 2013 und 2015 war sie im Pirelli-Kalender abgebildet. Als sie 2006 das April-Cover des Männermagazins Gentlemen’s World schmückte, war diese Ausgabe der Zeitschrift die meistverkaufte des Jahres.
Ab 2013 war sie Markenbotschafterin und Gesicht der Modemarke Desigual mit einem auf zwei Kollektionen begrenzten Vertrag. 2015 bekam Lima als erster „Victoria’s Secret Angel“ und als zweite Brasilianerin eine Wachsfigur bei Madame Tussauds in New York. Laut Forbes Magazine lag sie 2016 auf Platz 2 der bestbezahlten Models der Welt. Das Magazin gab 10,5 Millionen Euro Verdienst pro Jahr an.
Im Jahr 2024 kehrte Adriana Lima auf den Laufsteg zurück: Sie lief in New York City für Victoria’s Secret und auf der Paris Fashion Week für Schiaparelli.

## Filmografie (Auswahl)
- 1996: Pista Dupla (Fernsehserie)
- 2001: The Follow (Kurzfilm)
- 2007: How I Met Your Mother (Fernsehserie, Folge 3x10 Schweiß, Tränen und Heidi)
- 2008: Ugly Betty (Fernsehserie, Folge 3x06 Beeren-Dienst)
- 2013: The Crazy Ones (Fernsehserie, Folge 1x10 Die Models und der Zauberer)
- 2018: Ocean’s 8 (Cameo)
- 2024: The Thicket (Produktion)